# Khuôn khổ kinh tế Ấn Độ Dương – Thái Bình Dương

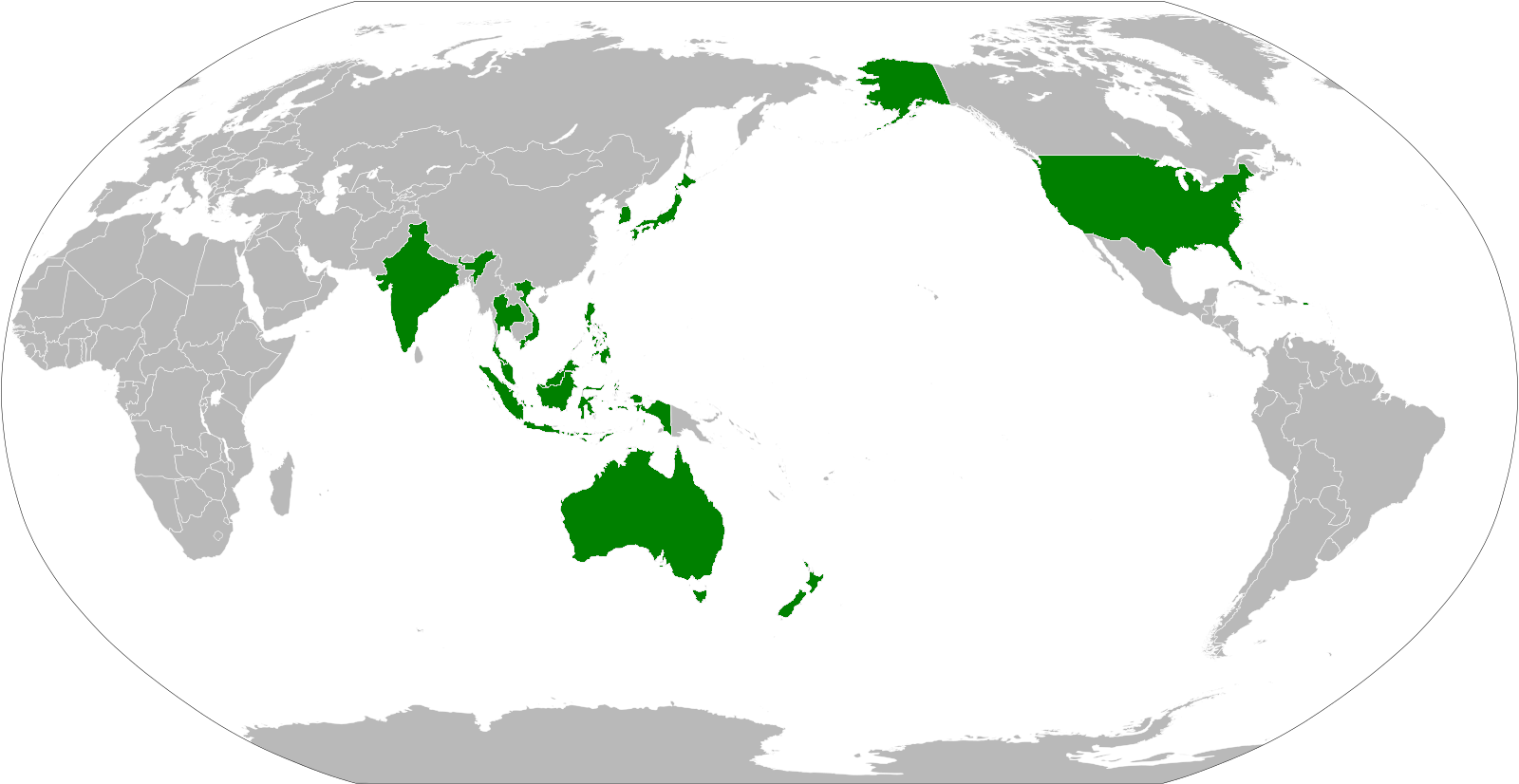
Các nước tham gia IPEF

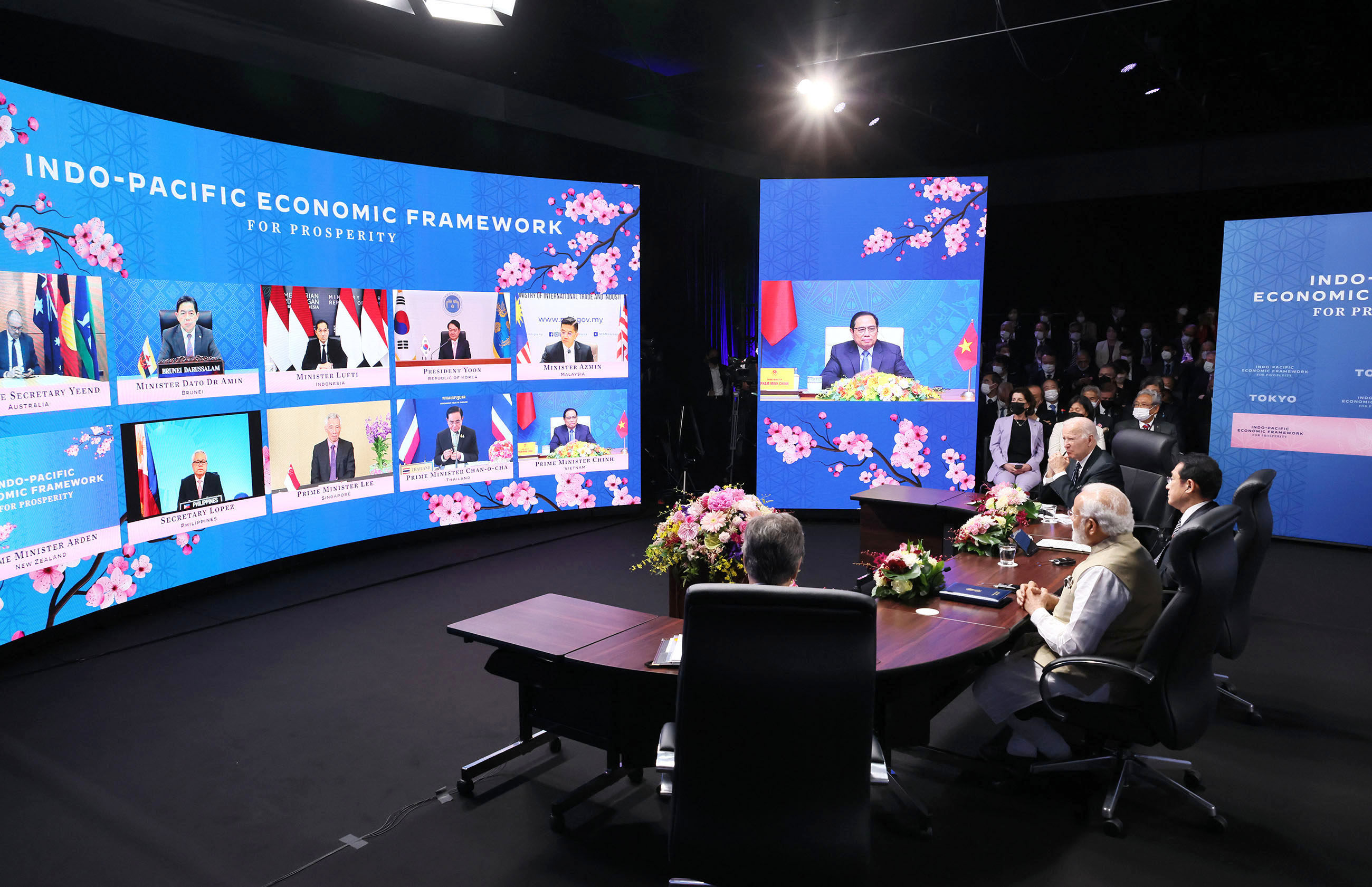

Khuôn khổ kinh tế Ấn Độ Dương – Thái Bình Dương (tiếng Anh: Indo-Pacific Economic Framework for Prosperity, n.đ. 'Khuôn khổ kinh tế Ấn Độ Dương – Thái Bình Dương vì Sự Phồn thịnh', viết tắt là IPEF cho Indo-Pacific Economic Framework) là một sáng kiến kinh tế do Tổng thống Hoa Kỳ Joe Biden đưa ra vào ngày 23 tháng 5 năm 2022. Khuôn khổ ra mắt với tổng số mười ba quốc gia tham gia, với lời mời cởi mở cho các quốc gia khác tham gia bất cứ lúc nào.
Bốn chủ đề của IPEF được đề xuất là:。
1. thương mại hồi phục và công bằng
2. khả năng phục hồi của chuỗi cung ứng
3. cơ sở hạ tầng, năng lượng sạch và khử cacbon
4. thuế và chống tham nhũng.

Không giống như các hiệp định thương mại tự do, không có quy định cắt giảm thuế quan trọng khuôn khổ này. Khuôn khổ này không cần sự phê chuẩn của quốc hội vì nó là một hiệp định liên chính phủ, nhưng nó không ràng buộc về mặt pháp lý như một hiệp định thương mại tự do. Một tuyên bố chung chính thức  nêu rõ rằng "trong tương lai, các đối tác trong khuôn khổ này sẽ thảo luận nhiều cách khác nhau để tăng cường hợp tác kinh tế nhằm đạt được các mục tiêu này", về bản chất pháp lý cuối cùng sẽ được thảo luận trong tương lai. Dư luận Hoa Kỳ phản đối tự do thương mại là lý do tại sao Hoa Kỳ không quay trở lại Hiệp định Đối tác Toàn diện và Tiến bộ xuyên Thái Bình Dương và khởi động một khuôn khổ mới.

## Các quốc gia tham gia
- Hoa Kỳ
- Úc
- Fiji[9]
- New Zealand
- Ấn Độ
- Thái Lan
- Malaysia
- Indonesia
- Philippines
- Brunei
- Việt Nam
- Nhật Bản
- Hàn Quốc
- Singapore

## Phản ứng
Ngoại trưởng Trung Quốc Vương Nghị cho biết: "Thực tế sẽ chứng minh rằng cái gọi là chiến lược Ấn Độ Dương - Thái Bình Dương chỉ là chiến lược tạo ra chia rẽ, kích động đối đầu và phá hoại hòa bình". "Chiến lược Ấn Độ Dương - Thái Bình Dương của Mỹ gây quan ngại sâu sắc trên thế giới, đặc biệt tại các quốc gia trong khu vực châu Á Thái Bình Dương", và cho rằng một thỏa thuận như vậy cuối cùng sẽ "thất bại".